# シシュポス (ティツィアーノ)

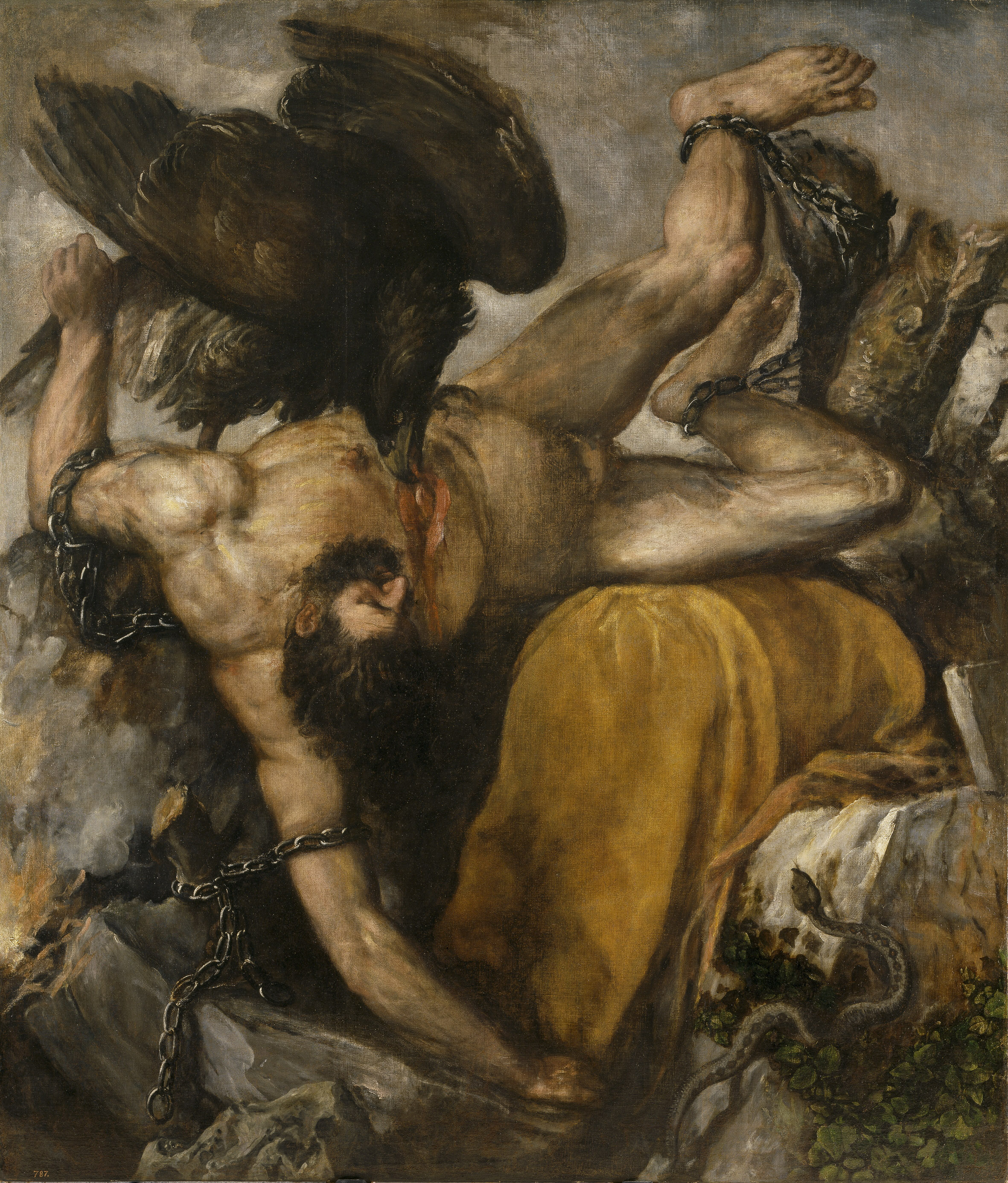
4点の神話画連作の1つ『ティテュオス』。女神レトを略奪しようとしたため罰を受ける巨人ティテュオスを描いている。プラド美術館所蔵。

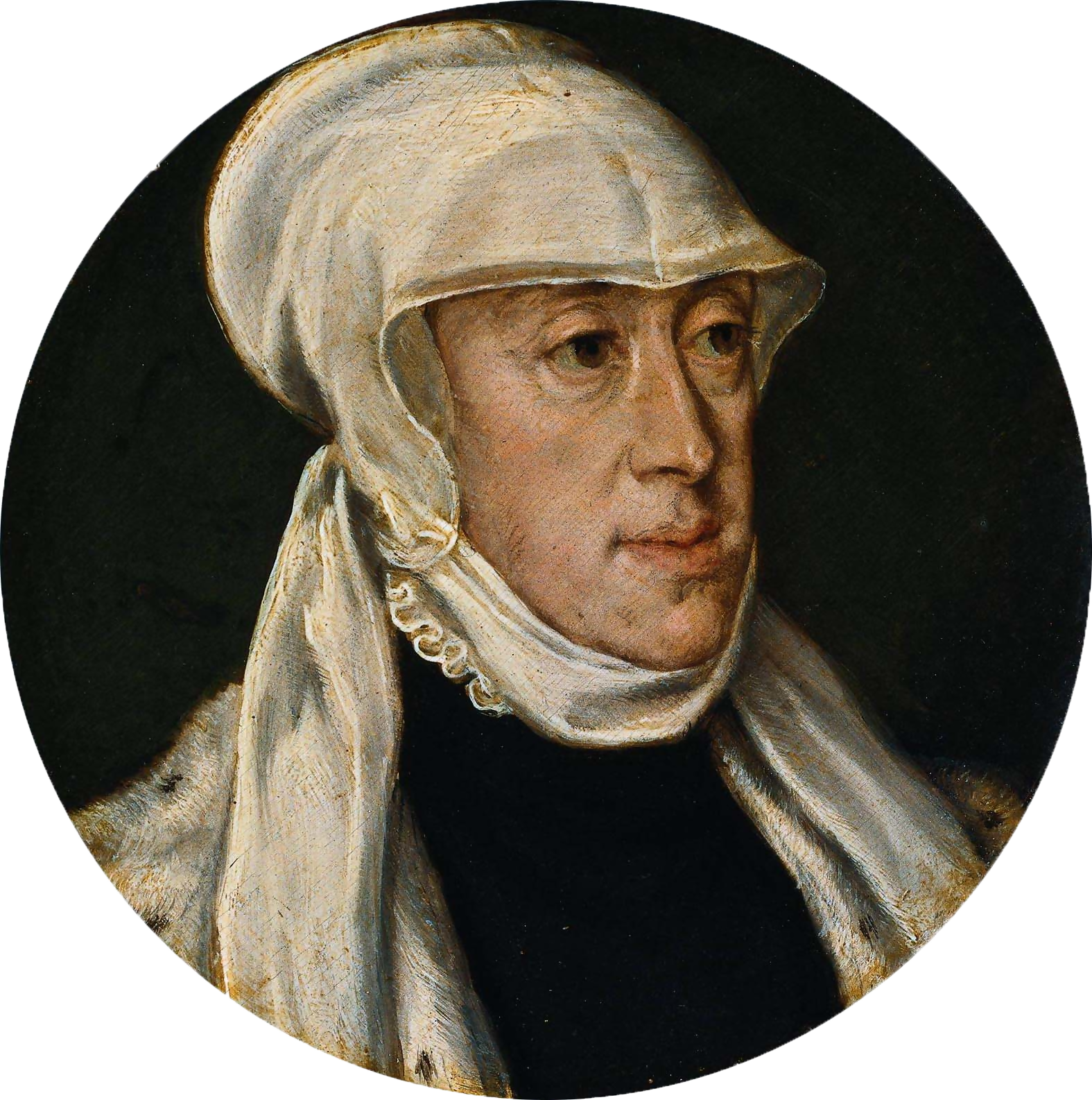
連作を発注者したハンガリー女王マリア・フォン・エスターライヒ。1550年から1560年頃の肖像画。アムステルダム国立美術館所蔵。

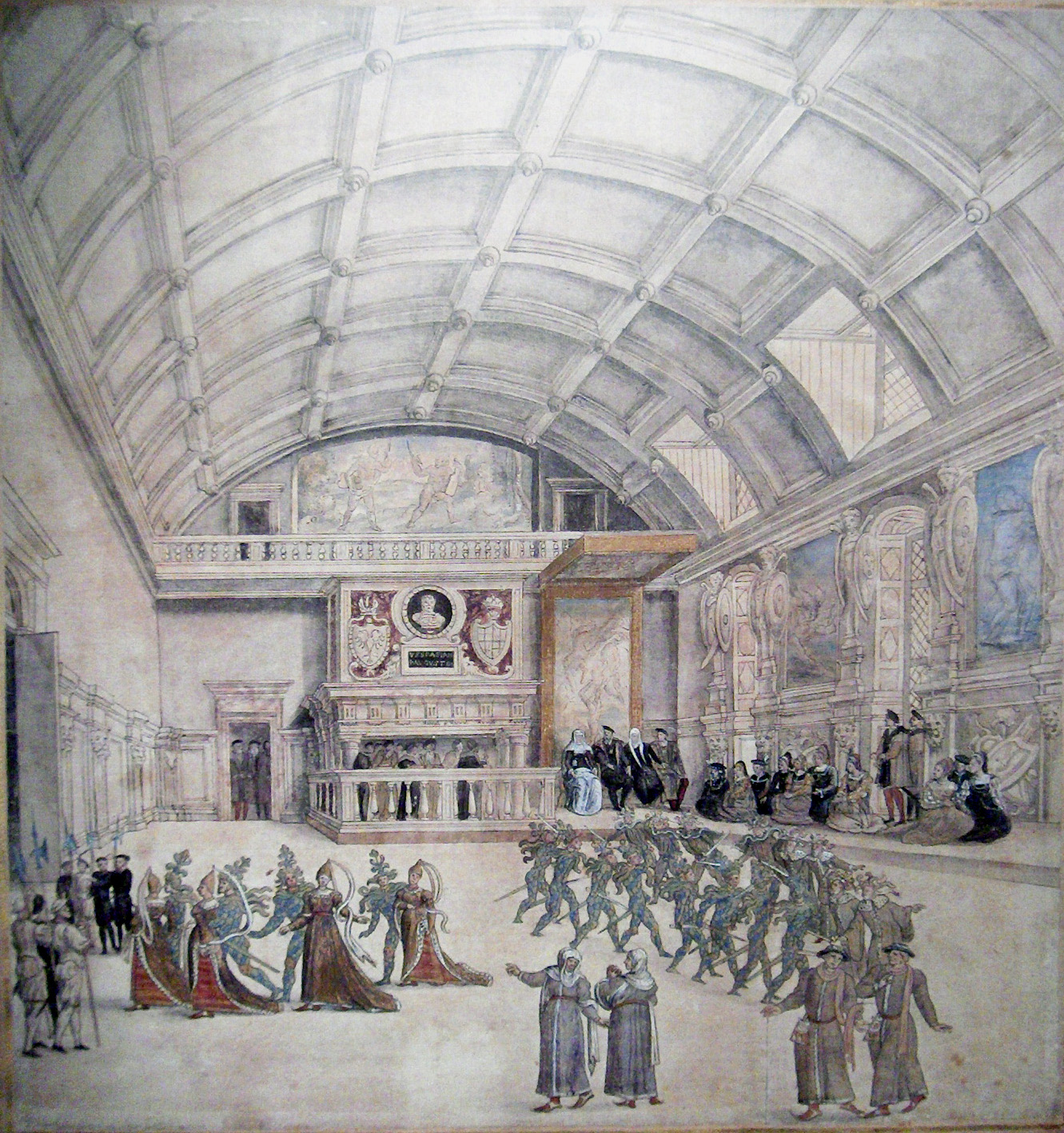
16世紀の画家によって描かれたバンシュ宮殿の大ホール。ベルギー王立図書館所蔵。

『シシュポス』（西: Sísifo, 伊: Sisifo, 英: Sisyphus）は、ルネサンス期のヴェネツィア派の巨匠ティツィアーノ・ヴェチェッリオが1548年から1549年に制作した絵画である。油彩。主題はギリシア神話において狡猾なことで名高いコリントスの王シシュポスで、神聖ローマ皇帝カール5世の妹でハンガリーの女王マリア・フォン・エスターライヒ（1505年-1558年）の発注によって描かれた4点の神話画連作《地獄に堕ちた者たち》の1つである。残りの3作品は『ティテュオス』（Ticio）、『タンタロス』（Tántalo）、『イクシオン』（Ixión）だが、現存するのは本作品と『ティテュオス』のみである。現在はマドリードのプラド美術館に所蔵されている。

## 主題
ゼウスが河神アソポスの娘アイギナを誘拐したとき、シシュポスは娘を探す父親にアイギナの行方を教えた。そのためシシュポスはゼウスの怒りを買い、強制的に冥府に送られる決定が下された。ところがシシュポスは策略を用いて冥府の神々を欺き、地上に生還した。こうした神々に対する傲慢な行いによって、シシュポスは冥府で岩を坂の上に押し上げるという刑罰を永遠に繰り返しているとされる。

## 制作背景
ハンガリー女王マリアは、カール5世がミュールベルクの戦いでプロテスタントのザクセン選帝侯ヨハン・フリードリヒに勝利した翌年の1548年、バンシュ宮殿の大ホール装飾のためにティツィアーノに4点の神話画連作を発注した。この大ホールの内装について記述したカルヴェテ・デ・エストレリャ（Calvete de Estrella）によるとティツィアーノの他にミヒール・コクシー(Michiel Coxcie)の絵画もあり、一貫して神々に挑戦した者たちが受けた刑罰を描いた絵画やタペストリーで飾られていた。マリアの意図はきわめて明確であり、神々に挑戦した者たちの末路を描くことで、支配者（カール5世）に挑戦する人々（プロテスタント）の運命を暗に示そうとした。

## 作品
ティツィアーノは冥府で岩を担ぎ上げるシシュポスの姿を描いている。シシュポスが上ろうとしている坂は岩ででこぼこした急な斜面であり、地面はところどころ火が噴出し、周囲は勢いよく立ち昇る黒煙でほとんど覆われている。山頂からは溶岩が飛散し、冥府に住む大蛇たちがシシュポスの周囲を取り巻いている。
文学的な源泉はオウィディウスの『変身物語』である。ティツィアーノはシシュポスのエピソードを表現するためにキリスト教の図像に由来する要素を用いた。古代神話の冥府を表現するために火を用い、またオウィディウスの詩にない蛇を描くことで人物の否定的な性格を示唆している。
ティツィアーノはシシュポスを逞しい筋肉の持ち主として描いており、巨人を描いた『ティテュオス』とともに、現存する作品の中で最もミケランジェロ的な作品の1つとなっている。しかし『ティテュオス』とは対照的に、ダイナミズムの感覚は男性裸体表現だけでなく、赤と黄色の密集した筆遣いで表現された炎と溶岩にもはっきりと表れている。これらの作品でティツィアーノは限定された絵具を用いて豊かな色彩と明暗法の効果を達成した晩年の様式を先取りしている。

## 来歴
連作のうち『シシュポス』、『ティテュオス』、『タンタロス』の3作品は1549年に、『イクシオン』は遅れて1553年にバンシュ宮殿に送られた。バンシュ宮殿では4つの神話画はメインホールの高い位置にある窓の間の壁に掛けられた。1549年8月22日、バンシュ宮殿でカール5世とアストゥリアス公（後のフェリペ2世）を迎えたマリアは歓迎のパーティを大々的に催した。しかしその直後にフランスとの紛争が再燃し、1554年に神聖ローマ帝国がフォランブレ城（Château of Folembray）を破壊すると、フランス軍はその報復としてバンシュ宮殿とマリエモント城（Mariemont Castle）を略奪した。そのためマリアは絵画をブラバント公爵（Dukes of Brabant）の城に移し、さらに1556年にスペインのシガレスに運んだ。絵画がスペインの王室コレクションに加わったのは2年後の1558年のことである。この年にマリアは死去し、フェリペ2世は遺贈された絵画をアルカサルに送った。その後『タンタロス』と『イクシオン』はおそらく1734年のアルカサルの火災で焼失した。火災後はブエン・レティーロ宮殿に移され、1747年に再建された新王宮に戻された。その後、1828年までいくつかの部屋で飾られたのち、プラド美術館に所蔵された。